# Erigorgus bakeri
Erigorgus bakeri là một loài tò vò trong họ Ichneumonidae.